# Eilicrinia nipponica
Eilicrinia nipponica är en fjärilsart som beskrevs av Matsumura 1931. Eilicrinia nipponica ingår i släktet Eilicrinia och familjen mätare. Inga underarter finns listade i Catalogue of Life.